# Піпський Григорій
Пі́пський Григорій Іванович (в деяких джерелах Пи́пський; 16 січня 1896, с. Мальговичі, Перемишльський повіт, тепер Польща — 29 січня 1918 станція Крути, Ніжинський повіт, Чернігівська губернія) — учасник бою під Крутами, розстріляний більшовиками. Відомий як той, що перед розстрілом зачав співати «Ще не вмерла Україна».

## Життєпис
Народився в селі Мальговичі на Старосамбірщині (тепер Польща). 

Омелян Ноджак згадує Григорія такими словами: 
Про Григорія знаю від мами. Під час першої світової війни, коли сюди прийшли москалі, вони знущалися з мого діда. Гриньо обстав за нього. Тоді зайди схопили Піпського і відвели на околицю Мальгович. Пролунали постріли — ми подумали, що Григорія розстріляли. Але, на щастя, цього не сталося, його просто забрали із собою. Потім він опинився у Києві, де вчився. Чому він виявився таким стійким українським патріотом? Піпські — наші сусіди. То була чесна, працьовита свідома родина. Хоч мати Григорія походила з польської сім'ї, вона повністю поділяла погляди свого чоловіка, українця козацького духу. Григорія всі знали як добру, порядну, грамотну людину. Тоді практично усі студенти були заангажовані в національні справи. Ось чому добровільно зголосився під Крути…
За свідченням архівних документів, 1 вересня 1917 року Григорія було зараховано до VII (7) класу 2-ї Київської Української Гімназії ім. Кирило-Мефодієвського товариства.
Від'їжджаючи до Крутів, відчував, що вже не повернеться живим і говорив про це, прощаючись з дідусем і бабусею.

## Бій під Крутами
Григорій був у складі розвідувальної чоти (близько 30 чоловік). Коли бійці студентської сотні відступали перед переважаючими силами ворога, розвідувальна чота у сутінках втратила орієнтир та вийшла прямо на станцію Крути, вже зайняту червоногвардійцями. Один із більшовицьких командирів Єгор Попов втратив самовладання, коли дізнався, що внаслідок бою під Крутами втрати більшовиків склали не менше 300 чоловік [джерело?]. Щоби якось їх компенсувати, він наказав ліквідувати полонених. За свідченнями очевидців [джерело?], над 27-ма студентами спочатку знущалися, а потім розстріляли. Григорій Пипський перед розстрілом перший почав співати «Ще не вмерла Україна» [джерело?], і решта студентів підтримали спів. На момент бою Григорій був учнем 7-го класу Кирило-Мефодієвської гімназії.

## Поховання

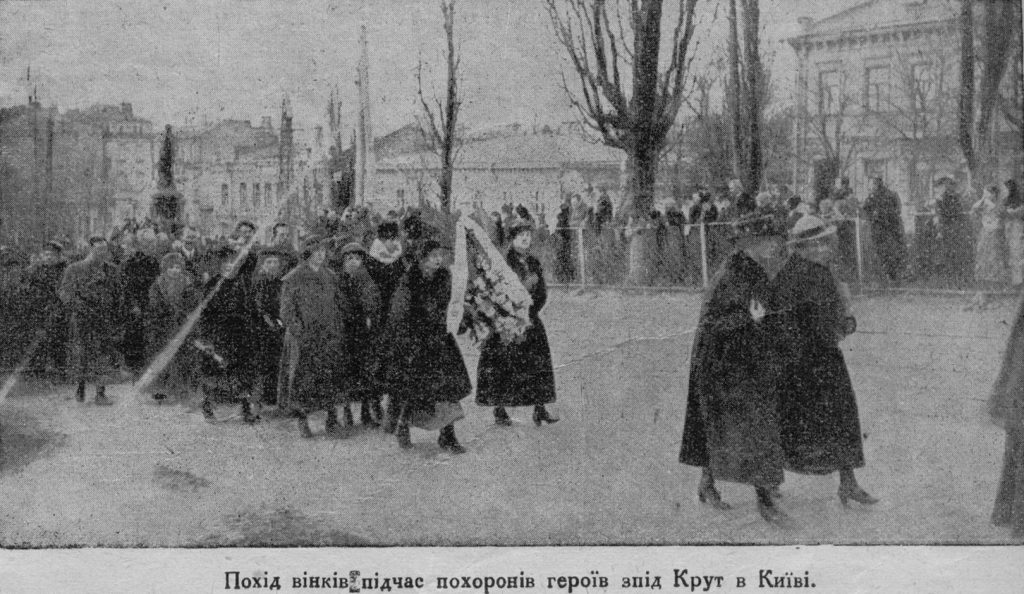
Перепоховання героїв Крут у Києві, 19 березня 1918 року

Більшовики не дозволили селянам поховати тіла, лише в березні, коли розтанув сніг селяни знайшли понівечені тіла студентів. В березні 1918 відбулось перепоховання.
При перепохованні 30-х крутянців на Аскольдовій могилі газети згадували, що тільки біля двох трун студентів-галичан не було родичів, зокрема біля Григорія Пипського. Але це не зовсім так, бо окрім тисячної процесії, з ним прийшла попрощатися сім'я, у якої Піпський винаймав кімнату у Києві на вулиці Пимоненка.

Згадує киянин Ігор Ткаченко:
 Але за труною Григорія, як своїм рідним, близьким, як за дорогою для них людиною у безкінечному потоці киян, в цій жалобній процесії від Київського вокзалу до Аскольдової могили йшли троє: мій дід Йосип, бабуся Ірина та їхня старша донька, сумуючи за ним і проводжаючи в останню путь.
Вони спізнали Григорія на вокзалі, куди їх 30-тьох привезли в березні з-під Крут, підтвердили його особу. Жахнулися, коли побачили на його юному тілі більше десятка ран від бандитсько-большевицьких куль та багнетів.

## Родина
Батько - Іван; мама - Текля; брати та сестри - Гнат, Софія, Емілія, Марія.

## Вшанування пам'яті
- 1 квітня 2008 року сесія Старосамбірської районної ради ухвалила рішення, згідно з яким загальноосвітній школі у смт. Нижанковичі присвоєно ім'я колишнього учня, героя Крут Григорія Піпського.[8]
- У багатьох містах України є Вулиця Героїв Крут, названа в честь Героїв, загиблих у бою під Крутами, до яких належить і Григорій Піпський.
- Образ Григорія Піпського втілено у художньому фільмі 2019 року «Крути 1918», (актор Олексенко Олександр).